# Al-Tamanah
Al-Tamanah (tiếng Ả Rập: التمانعة, đôi khi đánh vần al-Taman'ah, al-Tamana'a hoặc al-Teman'a) là một thị trấn ở phía tây bắc Syria, về mặt hành chính là một phần của quận Maarrat al-Nu'man của Tỉnh Idlib. Theo Cục Thống kê Trung ương Syria, al-Tamanah có dân số 7.382 người trong cuộc điều tra dân số năm 2004. Al-Tamanah nằm 9 kilômét (5,6 mi)  về phía đông Khan Shaykhun và 16 kilômét (9,9 mi)  phía đông bắc Kafr Zita.